# Георгий Амартол
Георгий Амартол (греч. Γεώργιος Ἁμαρτωλός, он же — Георгий Монах, греч. Γεώργιος Μοναχός, IX в.) — византийский летописец, монах, автор популярной в Византии и на Руси «Хроники», излагающей всемирную историю от сотворения мира до 842 года.
Георгий назвал себя в заглавии хроники «Амартолом» (по-гречески — «грешником»). Хроника охватывала период мировой истории от сотворения мира до восстановления иконопочитания поместным Константинопольским собором 842/843 годов. Она состоит из краткого вступления и четырёх книг. В первой книге изложена история человечества до потопа, затем — древнейших государств: Вавилона, Ассирии, Персии, Египта, Древнего Рима (до царствования Александра Македонского включительно). Вторая книга включает в себя библейскую историю от Адама до Антиоха; третья — историю Римской империи и Византии вплоть до 330-х годов. Четвёртая книга посвящена христианскому периоду истории Византии до 842—843 годов и заканчивается упоминанием поместного Константинопольского собора, восстановившего православие и почитание икон.
Хроника Георгия Амартола переведена на славянский язык в XI веке. Самый ранний известный русский список написан в Твери на рубеже XIII—XIV веков.